# Sandburg (Graphic Novel)
Sandburg (französischer Originaltitel: Château de sable) ist eine Graphic Novel von Frederik Peeters und Pierre Oscar Lévy. Diese handelt von einem Strand, an dem jedes Wesen, das ihn betritt, alle 30 Minuten ein Jahr älter wird und den Strand auch nicht verlassen kann, da dieser von einer sog. Macht umgeben ist. Das erste Mal wurde das Werk 2010 im Atrabile-Verlag veröffentlicht. Die deutsche Erstausgabe erschien dann 2013 im Reprodukt-Verlag, welche von Marion Herbert übersetzt wurde.

## Handlung
Das Wasser eines Meeres sinkt in überragendem Tempo ab und legt eine Landschaft bestehend aus Sand und, sich nun im Trockenen befindenden, Wasserpflanzen frei. Alles was übrig bleibt, ist eine Art See, welcher sich in einer Art Bucht gesammelt zu haben scheint. Kurz darauf tritt schon der erste Charakter, ein junger Mann namens Amesan auf den Strand und betrachtet eine Frau, die gerade dabei ist sich auszuziehen, um schwimmen zu gehen. Durch die grüne Fläche an freigelegten Algen trifft nun eine kleine Familie ein, bestehend aus den Eltern Robert und Marianne sowie den beiden Kindern Zoe und Felix, mit ihnen ein Hund namens Elvis. Nachdem sie angekommen sind, findet dieser auch schon die Kleidung der jungen Frau, die vorher zum Schwimmen ins Wasser gegangen war und nun nicht mehr zu sehen ist. Daraufhin erscheinen schon die nächsten Besucher, welche wieder aus einem Elternpaar (Charles und Nathalie) und zwei Kindern (Louis und Sophie) bestehen, die diesmal zwar keinen Hund, aber eine Großmutter dabei haben. Da Sophie keinen Spaß daran findet, mit ihrer Familie den Tag am Strand zu verbringen, versteckt sie sich in der Nähe und trifft auf Amesan. Währenddessen wird die Leiche der Frau gefunden, welche im Meer zu Beginn schwimmen war. Sofort wird Amesan beschuldigt und die Polizei wird angerufen, doch statt dieser trifft eine weitere Gruppe ein, bestehend aus dem Science-Fiction-Schriftsteller Henry Lascaride und einem jungen Ehepaar (Oliver und Florence). Während Charles die Neuankömmlinge begrüßt, verstirbt auf ominöse Art die Großmutter und die Kinder der Familien scheinen innerhalb weniger Stunden mehrere Jahre gealtert zu sein, was sich durch den starken Wuchs der Brüste und Schamhaare äußert. Von der plötzlich eingetretenen Pubertät getrieben, begeben sich Zoe und Louis auf einen Stein im Wasser und schlafen dort miteinander, woraufhin beide zu den anderen zurückkehren, die bereits einige Theorien über die Ursache, die ihre Situation hervorgebracht hat, aufgestellt haben und welche nach dem Tod des Hundes Elvis die drei Leichen begraben haben. Auch stellten sie fest, dass eine Flucht nicht möglich ist, da eine Art Kraftfeld das Areal umgibt. Nun beginnt Zoes Bauch immer dicker zu werden, bis sie schließlich ein Kind gebärt. Auf einmal kommt José, der Sohn des Besitzers des örtlichen Hotels, von weitem angerannt, während auf ihn geschossen wird. Da die Strandbesucher diesen nicht verlassen können, müssen sie zusehen, wie José erschossen wird. Daraufhin wird es Nacht und die Menschen in der Bucht werden immer schwächer. So stirbt sogleich Henry Lascaride. Nach der Frage von Felix, ob man denn nach dem Tod seine Eltern wieder trifft, beginnt Amesan eine Geschichte, die von einem König handelt, der von dem Boten des Todes Besuch erhält, welcher seine Seele haben will. Der König allerdings bittet um eine Verlängerung der Frist um sieben Jahre. Diese gewährt der Bote unter der Bedingung, dass er irgendwann in den nächsten 7 Jahren erscheinen wird, ohne, dass der König davon weiß. Aus Angst lässt der König eine große Mauer um einen Turm bauen, in dem er fortan lebt, ohne nach draußen zu gehen. Als der Bote im 7. Jahr erscheint, begreift der König nicht, wie dieser hineinkam und realisiert, dass er seit sieben Jahren in seinem Grab gelebt hat. Als Amesan geendet hat, sieht er Oliver und Florence gemeinsam ins Meer gehen, in dem sie schließlich ertrinken. Auch Charles und Nathalie sind bereits tot und als auch noch Zoes Eltern, Louis, Sophie, Amesan, Felix und sie selbst sterben, bleibt nur noch ihre Tochter, die alleine eine Sandburg errichtet.

## Personen
Amesan ist nach der jungen Frau, die er beobachtet, der Erste am Strand. Er hat ständig Nasenbluten, was sich erst zum Ende der Graphic Novel bessert.
Robert ist Vater von zwei Kindern und mit seiner Familie der zweite, der den Strand betritt.
Marianne: Seine Frau.
Felix und Zoe sind die Kinder von Marianne und Robert, welche zum Zeitpunkt des Betreten des Strandes drei und sechs sind. Zoe gebärt im Verlauf des Werkes eine Tochter ohne Namen.
Charles ist Arzt und der Vater zweier Kinder und mit seiner Familie der dritte am Strand. Er hat Alzheimer, welcher sich besonders am Ende des Werkes in stark ausgeprägter Form äußert. Zu seinen Gefährten gehört auch seine Schwiegermutter, die allerdings nicht namentlich genannt wird.
Nathalie: Seine Frau.
Sophie und Louis sind die Kinder von Charles und Nathalie.
Henry Lascaride ist Science-Fiction Autor und kommt mit seiner Tochter und deren Ehemann zu dem Strand. Sie sind die letzten, die eintreffen.
Florence und Oliver kommen gleichzeitig mit Henry an. Florence ist seine Tochter und Oliver ihr Ehemann. Nachdem Amesan seine Geschichte zu Ende erzählt hat, begeben sie sich beide in das Meer und ertrinken schließlich. Oliver ist Sanitäter.
José ist der Sohn des Hotelbesitzers. Als die Strandbesucher Schüsse hören, rennt José auf sie zu, wird jedoch erschossen und bleibt auf halbem Wege liegen.

## Rezeption
Im Tagesspiegel schreibt Lars von Törne über die Graphic Novel: „'Sandburg' ist eine erzählerisch wie zeichnerisch überzeugende Geschichte, nach deren Lektüre die hier eher nebenbei aufgeworfenen Fragen bezüglich der Bedingungen des Menschseins die Leserinnen und Leser noch einige Zeit lang beschäftigen dürften.“
Die die Website Miss Pageturner betreibende Bloggerin kritisiert allerdings, „dass keine raffinierten Dialoge, die die Abgründe der zwischenmenschlichen Beziehungen aufzeigen oder Plottwists, die den*die Leser*in wirklich den Hauch der Vergänglichkeit spüren lassen“ existieren.

## Adaptionen
Die Graphic Novel wurde 2021 als Film unter dem Titel Old von M. Night Shyamalan adaptiert.